# Manfred Bosch
Manfred Bosch (* 16. Oktober 1947 in Bad Dürrheim) ist ein deutscher Schriftsteller, Literaturhistoriker, Herausgeber und Publizist.

## Leben
Bosch wuchs in Bad Dürrheim und Radolfzell am Bodensee auf. Nach dem Abitur leistete er in einem Münchner Altersheim Zivildienst und brach sein Studium der Soziologie und Germanistik zugunsten einer freien schriftstellerischen und publizistischen Tätigkeit ab. Bosch lebt in Konstanz.
Seit 1969 veröffentlichte er Gedichtbände und Bücher zu gesellschaftlichen und kulturpolitischen Themen, arbeitete in der Redaktion der Zeitschrift Publikation mit und veröffentlichte zahlreiche Essays, Aufsätze und Rezensionen in Zeitschriften wie Frankfurter Hefte und Neue Rundschau, Zeitungen wie Süddeutsche Zeitung, Frankfurter Rundschau, Darmstädter Echo, Die Tat, Deutsche Volkszeitung sowie Rundfunkanstalten.
In der zweiten Hälfte der 1970er Jahre trug er mit vier alemannischen Gedichtbänden zur Erneuerung der Mundartliteratur bei. Mit seinem Band Wa sollet au die Leit denke. Letzte alemannische Gedichte stellte er 1983 das Publizieren in Mundart ein.
Parallel zur Gründung und Redaktion der von Martin Walser, Adolf Muschg, Hermann Bausinger, André Weckmann und anderen herausgegebenen allmende – Zeitschrift für Literatur gab Bosch zahlreiche Anthologien, Bücher und Werkausgaben zeitgenössischer sowie vergessener Autoren heraus und war Lektor für Buchreihen des Verlags G. Braun, Karlsruhe.
Im Jahr 1985 brachte er Als die Freiheit unterging heraus, ein Buch über Verweigerung, Widerstand und Verfolgung in Südbaden während der Zeit des Nationalsozialismus. Im Jahr 1988 folgte das Buch Der Neubeginn über die Zeit von 1945 bis 1950 in Südbaden. Es dokumentiert die Ereignisse der französischen Besatzungszeit, Währungsreform und die Gründung der Bundesrepublik Deutschland.
Bosch erarbeitete auch zahlreiche literarische Ausstellungen – u. a. im Auftrag des Landes Baden-Württemberg über den Johann-Peter-Hebel-Preis 1936–1988, der Städte Freiburg im Breisgau, Konstanz und Überlingen, des Literaturhauses Gottlieben sowie des Hermann-Hesse-Höri-Museums in Gaienhofen.
Manfred Bosch ist Mitarbeiter bei den von der Kommission für geschichtliche Landeskunde in Baden-Württemberg herausgegebenen biographischen Reihen und leitete bis 2013 als erster Vorsitzender die literarische Gesellschaft Forum Allmende. Der Schwerpunkt seiner literaturhistorischen Arbeit liegt im deutschen Südwesten, vornehmlich rund um den Bodensee.

## Auszeichnungen
- 1976: Erster Preis des Alemannischen Gesprächskreises Freiburg[6].
- 1978: Bodensee-Literaturpreis der Stadt Überlingen
- 1980: Literaturstipendium des Landes Baden-Württemberg
- 1985: Alemannischer Literaturpreis[7]
- 1990: Johann-Peter-Hebel-Preis
- 1997: Bodensee-Literaturpreis der Stadt Überlingen
- 2002: Hebeldank des Hebelbundes Lörrach
- 2003: Verdienstmedaille des Landes Baden-Württemberg
- 2005: Ludwig-Uhland-Preis
- 2008: Kulturpreis der Kunst- und Kulturstiftung des Bodenseekreises[8]

## Werke und Veröffentlichungen
(chronologisch geordnet)

### In Alemannisch
- Uf den Dag wart i. Selbstverlag 1976.
- Mir hond no gnueg am Aalte. Selbstverlag 1978.
- Ihr sind mir a schäne Gsellschaft. Selbstverlag 1980.
- Wa sollet au d Leit denke. Selbstverlag 1983.
- Wa witt no meh. Alemannische Gedichte. Herausgeber: Sigmund Kopitzki, Gmeiner Verlag, Meßkirch 2019, ISBN 978-3-8392-6078-4.

### In Schriftdeutsch
Ausführlich wurde das literarische Schaffen von Manfred Bosch im Anhang des Buches: Siegmund Kopitzki und Inga Pohlmann (Hrsg.): Manfred Bosch – Literarischer Sekretär der Region. Eine Freundschaftsgabe (siehe unten) dokumentiert.
- das ei. München, Maistraßenpresse 1969
- Konkrete Poesie. Bonn – Bad Godesberg, Amöben-Presse 1969
- Ein Fuß in der Tür. Epigramme. Maistraßenpresse, Euphorion Verlag 1970
- Lauter Helden. Westerngedichte. Henstedt-Rhen. Henstedter Handdruck Verlag 1971
- mordio & cetera. München, Relief-Verlag-Eilers 1971
- lautere helden. neue westerngedichte. Erlangen/Berlin Verlag Klaus Renner 1975
- mit Klaus Konjetzky: Für wen schreibt der eigentlich? Gespräche mit lesenden Arbeitern; Autoren nehmen Stellung. Piper, München 1973, ISBN 3-492-00355-9
- Die Leute behandeln, als ob sie Menschen seien. Managerliteratur, eine Dokumentaranalyse. Raith, Starnberg 1974, ISBN 3-921121-71-X
- mit Hans-Dieter Bamberg: Handbuch Gruppenarbeit. Für Lehrlinge, Schüler, Arbeiter, Gewerkschaften, Lehrer. Weismann, München 1975, ISBN 3-921040-22-1
- mit Joachim Hossfeld: Geschichten aus der Provinz. Damnitz, München 1978, ISBN 3-88112-076-9
- Der Kandidat F. J. Strauss. 14 Briefe an einen Jungwähler über die Verteidigung unserer demokratischen Möglichkeiten. Pahl-Rugenstein, Köln 1980, ISBN 3-7609-0496-3
- Als die Freiheit unterging. Eine Dokumentation über Verweigerung, Widerstand und Verfolgung im Dritten Reich in Südbaden. Südkurier, Konstanz 1985, ISBN 3-87799-042-8
- Zu Gast bei unseren Feinden. Bericht von einer Reise in die Sowjetunion. Pahl-Rugenstein, Köln 1986, ISBN 3-7609-1057-2
- Der Neubeginn. Aus deutscher Nachkriegszeit Südbaden 1945–1950. Südkurier, Konstanz 1988, ISBN 3-87799-079-7
- Der Johann-Peter-Hebel-Preis 1936–1988. Eine Dokumentation. Waldkircher Verlag, 1988, ISBN 3-87885-170-7
- mit Karl-Heinz Raach: Bodensee. Ellert und Richter, Hamburg 1989, ISBN 3-89234-090-0
- Was willst du mehr? Epigramme. INFO-Verlagsgesellschaft, Karlsruhe 1991, ISBN 3-88190-118-3
- mit Jost Grosspietsch: Jacob Picard. 1883–1967. Dichter des deutschen Landjudentums. Katalog zur gleichnamigen Ausstellung in der ehemaligen Synagoge Sulzburg. Faude, Konstanz 1992, ISBN 3-922305-24-5
- Fremd und nicht freiwillig. Zwangsarbeit und Kriegsgefangenschaft in Rheinfelden-Baden und Umgebung 1940–45. Dokumentation und Begleitheft zur Ausstellung, Rheinfelder Geschichtsblätter 2, Hrsg.: Haus Salmegg, Edition Isele, Eggingen 1992
- Marmor- und andere Klippen. Die literarische Szene im Überlingen der 40er Jahre. De Scriptum, Uhldingen 1996, ISBN 3-931071-06-5
- „Ins Freie will ich.“ Harriet Straub – Hedwig Mauthner und das Glaserhäusle in Meersburg. Deutsche Schillergesellschaft, Marbach 1996, ISBN 3-929146-51-7
- Max Barth. 1896–1970. Katalog zur Ausstellung anlässlich seines 100. Geburtstages. Kulturamt der Stadt Freiburg im Breisgau, 1996, ISBN 3-86142-077-5
- Bohème am Bodensee. Literarisches Leben am See von 1900 bis 1959. Libelle, Lengwil 1997, ISBN 3-909081-75-4
- Hiergeblieben oder Heimat und andere Einbildungen. Essays, Porträts, Aufsätze und Reden aus zwanzig Jahren. Edition Isele, Eggingen 1997, ISBN 3-86142-098-8
- mit Adelheid Enderle, Heinz Fricker & Reinhard Valenta: Der Hochrhein. Landschaft und Alltagsleben in alten Photographien. Braun, Karlsruhe 1997, ISBN 3-7650-8157-4
- Vom Bürgerschreck zum Theatervisionär: Moritz Lederer. Europäischer Grenzgänger aus Mannheim. Eine biographische Skizze. v. Brandt, Mannheim 1999, ISBN 3-926260-43-2
- Über Bruno Epple und seine Malerei. Zur Eröffnung der Ausstellung Bruno Epple am 6. Oktober 2001 in der Villa Bosch, Radolfzell am Bodensee. Gessler, Friedrichshafen 2001, ISBN 3-86136-068-3
- KulturLand. Die Entwicklung von Kunst und Kultur im 20. Jahrhundert in Baden-Württemberg und seinen Vorgängerstaaten. Eine kommentierte Dokumentation. Edition Isele, Eggingen 2000
  - Band 1. ISBN 3-86142-194-1
  - Band 2. ISBN 3-86142-195-X
- „Herz auf Taille“. Curt Weller, der Entdecker Erich Kästners, in Horn am Bodensee. Deutsche Schillergesellschaft, Marbach 2003, ISBN 3-933679-81-8
- „Der schönen Abseitigkeit froh“. Hans Leip am Bodensee. Deutsche Schillergesellschaft, Marbach 2004, ISBN 3-933679-98-2
- „Das Bodenseebuch.“ Zur Geschichte eines grenzüberschreitenden Jahrbuchs (1914–1965). Edition Isele, Eggingen 2006, ISBN 978-3-86142-388-1
- Zeit der schönen Not. Die Anfangsjahre des Südverlags in Konstanz 1945 bis 1952. UVK-Verlagsgesellschaft, Konstanz 2009, ISBN 978-3-86764-062-6
- mit Oswald Burger: „Es war noch einmal ein Traum von einem Leben“. Schicksale jüdischer Landwirte am Bodensee 1930–1960. UVK-Verlagsgesellschaft, Konstanz 2015, ISBN 978-3-86764-630-7
- Die Manns am Bodensee. Südverlag GmbH, Konstanz 2018, ISBN 978-3-87800-112-6.
- Konstanz literarisch. Versuch einer Topographie. UVK Verlagsgesellschaft mbH, Konstanz 2019. ISBN 978-3-86764-890-5.

Herausgeberschaft
- Beispielsätze. Eine literarische Entziehungskur. Starnberg, Raith 1972. ISBN 3-921121-35-3.
- Epigramme. Politische Kurzgedichte. Achenbach, Lollar 1975, ISBN 3-87958-402-8
- Kulturarbeit. Versuche und Modelle demokratischer Kulturvermittlung. pädagogik-extra-Buchverlag, Frankfurt 1977, ISBN 3-921450-38-1
- Mundartliteratur. Texte aus 6 Jahrhunderten. Diesterweg, Frankfurt/Berlin/München 1979, ISBN 3-425-06238-7
- Nie wieder! Texte gegen den Krieg. Pahl-Rugenstein, Köln 1981, ISBN 3-7609-0596-X; 2. durchgesehene Auflage: ebd. 1982, ISBN 3-7609-0671-0
- „…Du Land der Bayern“. Ein politisch-historisches Lesebuch. Pahl-Rugenstein, Köln 1983, ISBN 3-7609-0764-4
- Das Ende der Geduld. 55 Adressen an die Herrschaft. Elster-Verlag, Bühl-Moos 1986, ISBN 3-89151-025-X
- Max Barth: Flucht in die Welt. Exilerinnerungen 1933–1950. Waldkircher Verlagsgesellschaft, Waldkirch 1986, ISBN 3-87885-129-4
- Max Picard: Wie der letzte Teller eines Akrobaten… Eine Auswahl aus dem Werk. Thorbecke, Sigmaringen 1988, ISBN 3-7995-7039-X
- Mit der Setzmaschine in Opposition. Auswahl aus Erich Schairers Sonntagszeitung 1920–1933. Mit einem Vorwort von Gordon A. Craig. Elster, Moos/Baden-Baden 1989, ISBN 3-89151-085-3
- Kindheitsspuren. Literarische Zeugnisse aus dem Südwesten. Braun, Karlsruhe 1991, ISBN 3-7650-8085-3
- Jacob Picard: Werke. Zwei Bände. Faude, Konstanz 1991, ISBN 3-922305-48-2
- mit Peter Salomon: Otto Ehinger. Jurist, Schriftsteller, Bürgermeister – vor allem aber unabhängig. Eine Auswahl seiner Erzählungen. Edition Isele, Eggingen 1994, ISBN 3-86142-030-9
- mit Norbert Heukäufer: „Fang auf, Europa, Silberspäne fliegen!“ Eduard Reinacher (1892–1968) – ein Leben im Spiegel von Werk und Freundschaften. Edition Isele, Eggingen 1995, ISBN 3-86142-031-7
- „Welches Verfallsdatum haben wir heute?“ Ein Porträt des Dichters Peter Salomon als Fünfzigjähriger. Edition Isele, Eggingen 1997, ISBN 3-86142-094-5
- Käthe Vordtriede: „Mir ist es noch wie ein Traum, dass mir diese abenteuerliche Flucht gelang.“ Briefe nach 1933 aus Freiburg i. Br., Frauenfeld und New York an ihren Werner. Libelle, Lengwil 1998, ISBN 3-909081-10-X
- „Warum brüllt Frau Bichler Frau Kirkowski so an?“ Literarische Texte aus dem Raum Lörrach. Lutz, Lörrach 2000, ISBN 3-922107-52-4
- „Unser aller Weg führt übern Bodensee.“ Eine Landschaft und ihre Menschen in der Literatur des 20. Jahrhunderts. Edition Isele, Eggingen 2000, ISBN 3-86142-176-3
- Alemannisches Judentum. Spuren einer verlorenen Kultur. Edition Isele, Eggingen 2001, ISBN 3-86142-146-1
- (mit Agathe Kunze) Erich Schairer: „Bin Journalist, nichts weiter.“ Ein Leben in Briefen. Silberburg-Verlag, Tübingen 2002, ISBN 3-87407-532-X
- Manfred Bosch – Dichterleben am Bodensee. Nachwort Helmut Weidhase. Huber, Frauenfeld/Stuttgart/Wien 2002, ISBN 3-7193-1271-2
- mit Barbara Zoch Michel: „Und Du willst Malerin werden…?“ Barbara Michel-Jaegerhuber – Leben und Werk. Gessler, Friedrichshafen 2002, ISBN 3-86136-074-8
- Tami Oelfken: Fahrt durch das Chaos. Ein Logbuch aus Zeiten des Kriegs. Libelle, Lengwil 2003, ISBN 3-909081-38-X
- Robert Reitzel: „Ich will nur auf einem Ohre schlafen, damit ich keinen Weckruf zur Freiheit verpasse…“ Werkauswahl. Kramer, Berlin 2004, ISBN 3-87956-292-X
- Bruno Epple – der Poet. Zu Vita und Werk. Edition Isele, Eggingen 2005, ISBN 3-86142-374-X
- mit Ulrich Gaier, Wolfgang Rapp, Peter Schneider & Wolfgang Schürle: Schwabenspiegel. Literatur vom Neckar bis zum Bodensee 1800 bis 1950. 4 Bände. Oberschwäbische Elektrizitätswerke, 2006, ISBN 3-937184-03-1
- „All diese Charakterbildung war nicht vergebens“. Erinnerungen an die Schule Schloss Salem. Mit Kurzbiographien und Auszügen aus Erinnerungen ehemaliger Schüler. Senn, Tettnang 2009, ISBN 978-3-88812-219-4
- Oberrheingeschichten. Klöpfer & Meyer, Tübingen 2010, ISBN 978-3-940086-47-1
- Kurt Badt: „Mir bleibt die Stelle lieb, wo ich gelebt“. Erinnerungen an den Bodensee. UVK, Konstanz/München 2012, ISBN 978-3-86764-358-0
- mit Siegmund Kopitzki: Wettlauf mit dem Schatten. Der Fall (des) Wilhelm von Scholz. UVK, Konstanz/München 2013, ISBN 978-3-86764-384-9
- mit Paulus Wall: Vom alten Wahren. Lebenswelt und Transäon. Neue Beiträge zu Leben und Werk Leopold Zieglers (1881–1958). Königshausen & Neumann, Würzburg 2015, ISBN 978-3-8260-5526-3
- „Sie gehören zum literarischen Familien-Phänomen Mann dazu“ – Der Briefwechsel zwischen Viktor Mann und seinem Verleger. Südverlag, Konstanz 2020, ISBN 978-3-87800-130-0

Aufsätze
- Das aber ist im tiefsten Sinne Religion In: Meersburg. Spaziergänge durch die Geschichte einer alten Stadt. Verlag Robert Gessler, Friedrichshafen 1999, ISBN 3-86136-045-4. S. 217–222.

Online verfügbare Aufsätze
- Der lange Weg zur Moderne – Literatur im deutschen Bodenseeraum nach 1945 zwischen Restauration und Aufbruch. In: Schriften des Vereins für Geschichte des Bodensees und seiner Umgebung. 122. Jg., 2004, S. 159–179 (Digitalisat)
- „Mir bleibt die Stelle lieb, wo ich gelebt“. Unbekannte biographische Zeugnisse von Kunstsammlern und Kunstwissenschaftlern am Bodensee. In: Schriften des Vereins für Geschichte des Bodensees und seiner Umgebung. 125. Jg., 2007, S. 171–197 (Digitalisat)
- „All diese Charakterbildung war nicht vergebens“. Die Salemer Pädagogik im Spiegel der Erinnerungsliteratur Ehemaliger. In: Schriften des Vereins für Geschichte des Bodensees und seiner Umgebung. 127. Jg., 2009, S. 181–191 (Digitalisat)
- Befreiung von den Dogmen. Pfarrer Jakobus Weidenmann und seine 1923 gehaltene Rede auf den „ungefesselten Gottsucher“ Fritz Mauthner. In: Schriften des Vereins für Geschichte des Bodensees und seiner Umgebung. 129. Jg., 2011, S. 235–245 (Digitalisat)

## Ausstellungen
- 10. September – 12. November 2017: Hesse Museum Gaienhofen, Manfred Bosch – Literarischer Sekretär der Region; anschließend vom 4. März – 27. Mai 2018 auch im Markgräfler Museum Müllheim.

## Archiv
- Der Vorlass von Manfred Bosch wird in der Vorarlberger Landesbibliothek im Franz-Michael-Felder Archiv in Bregenz aufbewahrt.[11]